# الفرزة (يافع)

تعديل مصدري - تعديل

الفرزة هي إحدى قرى عزلة لبعوس بمديرية يافع التابعة لمحافظة لحج، بلغ تعداد سكانها 285 نسمة حسب تعداد اليمن لعام 2004.